# Registr plátců DPH
Registr plátců DPH je informační systém veřejné správy vedený podle zákona č. 235/2004 Sb., o dani z přidané hodnoty. Seznam je dostupný na internetových stránkách daňové správy nebo na Daňovém portálu Finanční správy ČR.

## Seznam nespolehlivých plátců
Součástí Registru je i Seznam nespolehlivých plátců DPH a nespolehlivých osob. Tyto pojmy se vážou k aplikaci § 106a zákona č. 235/2004 Sb. a souvisejícímu institutu ručení za nezaplacenou daň podle § 109 odst. 3 zákona o DPH.
Nespolehlivý plátce je takový plátce DPH, který závažným způsobem neplní své povinnosti, přitom definice "neplnění povinností" se průběžně mění a rozšiřuje. Jsme-li sami plátci DPH, je pro nás nespolehlivý plátce rizikovým obchodním partnerem. Pokud od něj totiž odebereme zboží nebo službu, budeme ručit za DPH, kterou má odvést finančnímu úřadu.